# Krystyna Bochenek
Krystyna Maria Bochenek (Katowice, 30 de junho de 1953 – Smolensk, 10 de abril de 2010) foi uma política polaca.

## Biografia
Foi uma das vítimas do acidente do Tu-154 da Força Aérea Polonesa.